# Смидт-Арена

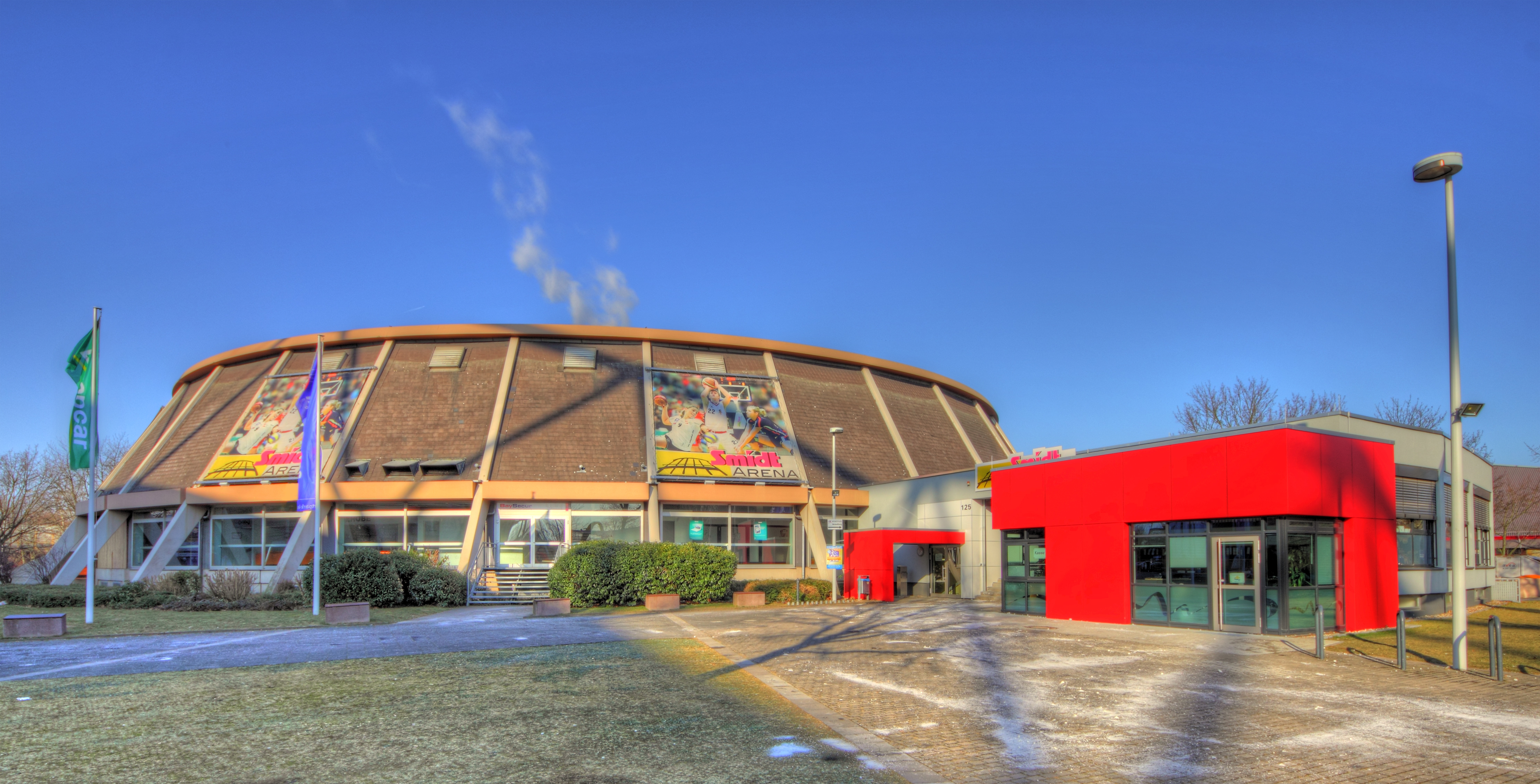
Фасад спорткомплекса

Смидт-Арена (нем. Smidt-Arena) — многоцелевой спортивный комплекс в Леверкузене, Германия. Домашний стадион для одного из клубов немецкой баскетбольной бундеслиги. Комплекс построен в 1974 году и вмещает до 3500 зрителей. До 2009 года комплекс носил название Дворец спорта имени Вильгельма Допатки (нем. Wilhelm-Dopatka-Halle) в честь немецкого политика Вильгельма Допатки.